# Lac des Chicots (Québec)
Pour les articles homonymes, voir Lac des Chicots.
Le lac des Chicots est un lac situé au nord de l'arrondissement de Beauport à Québec. 

## Géographie
Le lac est situé tout juste au sud de la montagne des Trois Sommets. Il se trouve à moins d'un kilomètre au nord du lac des Roches. Les eaux de ce lac de tête se jettent dans le ruisseau des Chicots, un petit affluent de la rivière des Sept Ponts. De forme allongée, on y trouve une îlot boisé en son centre. Le crapet-soleil est la seule espèce recensée dans les eaux du lac en 2004.

## Histoire
Le plan d'eau est désigné « lac Sophie » dans un acte notarié de 1824 décrivant les concessions au nord de Beauport. Le nom rend hommage à Sophie Guérout, épouse du seigneur de Beauport Antoine-Narcisse Juchereau-Duchesnay.
En 1942, la YMCA fait l'acquisition de 100 acres de forêt en bordure du lac. L'association y crée le camp Naskapi, un camp de vacances axé sur les activités de plein air qui sera en activité de 1943 jusque dans les années 1970.
En 1944, les propriétaires riverains adressent une demande à la Commission de géographie du Québec pour renommer le renommer « lac Saint-Castin », en référence au mont Saint-Castin au pied duquel il se trouve. 
Le nom actuel est officialisé le 5 décembre 1968 par la Commission de toponymie.